# Alexander Haas (Biologe)
Alexander Haas (* 1964 in Heilbronn) ist ein deutscher Biologe und seit 2003 Professor an der Universität Hamburg.
Alexander Haas ist Leiter der Sektion Herpetologie am Zoologischen Museum der Universität Hamburg. Dem Ruf nach Hamburg gingen ein Studium an der Eberhard Karls Universität Tübingen, ein Jahr an der University of California, Berkeley (Kalifornien) und neun Jahre an der Universität Jena voraus.
Gemeinsam mit seinem Kollegen Professor Indraneil Das aus Malaysia hat Haas seit 2004 eine Bestandsaufnahme der Froscharten und Kaulquappen in den malaysischen Bundesstaaten Sarawak und Sabah auf Borneo durchgeführt. Unterstützt wurden die Forschungen des Projektes Inventory and Biodiversity of the Frog Fauna of East Malaysia with emphasis on their larval forms von der Volkswagen-Stiftung.
Er setzt sich in Bezug auf den Biodiversitätsschutz für taxonomische Grundlagenarbeit ein, da diese für eine rasche Erfassung der Vielfalt nötig wäre.